# サンフランシスコ・ベイエリア映画批評家協会賞 外国語映画賞
サンフランシスコ・ベイエリア映画批評家協会賞 外国語映画賞（San Francisco Bay Area Film Critics Circle Award for Best Foreign Language Film）は、サンフランシスコ・ベイエリア映画批評家協会賞の賞の一つである。

## 受賞作品
| 開催年 | 題名 原題                                                | 監督                       | 製作国                           |
| ------ | -------------------------------------------------------- | -------------------------- | -------------------------------- |
| 2002年 | 天国の口、終りの楽園。 Y tu mamá también                 | アルフォンソ・キュアロン   | メキシコ                         |
| 2003年 | 息子のまなざし Le Fils                                   | ダルデンヌ兄弟             | ベルギー                         |
| 2004年 | そして、ひと粒のひかり Maria Full of Grace               | ジョシュア・マーストン     | コロンビア                       |
| 2005年 | 隠された記憶 Caché                                       | ミヒャエル・ハネケ         | フランス                         |
| 2006年 | パンズ・ラビリンス El laberinto del fauno                | ギレルモ・デル・トロ       | メキシコ スペイン アメリカ合衆国 |
| 2007年 | 潜水服は蝶の夢を見る Le scaphandre et le papillon        | ジュリアン・シュナーベル   | フランス                         |
| 2008年 | ぼくのエリ 200歳の少女 Låt den rätte komma in            | トーマス・アルフレッドソン | スウェーデン                     |
| 2009年 | 愛おしき隣人 Du levande                                  | ロイ・アンダーソン         | スウェーデン                     |
| 2010年 | 母なる証明 마더                                          | ポン・ジュノ               | 韓国                             |
| 2011年 | トスカーナの贋作 Copie conforme                          | アッバス・キアロスタミ     | フランス イタリア                |
| 2012年 | 愛、アムール Amour                                       | ミヒャエル・ハネケ         | フランス                         |
| 2013年 | アデル、ブルーは熱い色 La vie d'Adele : Chapitres 1 et 2 | アブデラティフ・ケシシュ   | フランス                         |
| 2014年 | イーダ Ida                                               | パヴェウ・パヴリコフスキ   | ポーランド デンマーク            |
| 2015年 | サウルの息子 Saul fia                                    | ネメシュ・ラースロー       | ハンガリー                       |
| 2016年 | お嬢さん 아가씨                                          | パク・チャヌク             | 韓国                             |
| 2017年 | BPM ビート・パー・ミニット 120 battements par minute     | ロバン・カンピヨ           | フランス                         |
| 2018年 | ROMA/ローマ Roma                                         | アルフォンソ・キュアロン   | メキシコ                         |
| 2019年 | パラサイト 半地下の家族 기생충                           | ポン・ジュノ               | 韓国                             |